# Microregione di Curitibanos
Curitibanos è una microregione dello Stato di Santa Catarina in Brasile.

## Comuni
Comprende 12 comuni:
- Abdon Batista
- Brunópolis
- Campos Novos
- Curitibanos
- Frei Rogério
- Monte Carlo
- Ponte Alta
- Ponte Alta do Norte
- Santa Cecília
- São Cristóvão do Sul
- Vargem
- Zortéa